# Хаустон (Минесота)
Хаустон (енгл. Houston) град је у америчкој савезној држави Минесота.

## Демографија
По попису из 2010. године број становника је 979, што је 41 (-4,0%) становника мање него 2000. године.
| Група             | 2000.         | 2010.       |
| Белци             | 1.008 (98,8%) | 973 (99,4%) |
| Афроамериканци    | 5 (0,5%)      | 0 (0,0%)    |
| Азијати           | 0 (0,0%)      | 0 (0,0%)    |
| Хиспаноамериканци | 2 (0,2%)      | 1 (0,1%)    |
| Укупно            | 1.020         | 979         |